# Václav Křístek (režisér)
Václav Křístek (* 26. září 1954, Olomouc) je český filmový režisér, scenárista, textař a spisovatel.
Vystudoval režii na FAMU (1981), natáčí celovečerní a televizní filmy, dokumentární cykly a píše historické romány.

## Literární dílo
- Cesta na poledne (2004, historický román o mládí Jakuba Krčína)
- Prohrát slunce před svítáním (2011, volné pokračování, ale hlavně o tajném manželství arcivévody Ferdinanda s nešlechtičnou Filipínou Welserovou)

## Režie
- Půl slunce půl stín (1979)
- Přátelé Bermudského trojúhelníku (1987)
- Zvířata ve městě (1989)
- Vyžilý Boudník (1991)
- Šaty šupáka (1991)
- Čarodějka (1992)
- Česká soda (1993)
- Císař a tambor (1998)
- Policejní pohádky strážmistra zahrádky (2000)
- Deník šílené manželky (2001)
- Z rodinného alba (2002)
- Pátek čtrnáctého (2002)
- Hodný chlapec (2004)
- Comeback (2005)
- Tajemství lesní země (2006)
- Tři srdce (2007)
- Ztracený princ (2008)
- Heydrich – konečné řešení (2011)
- Hlas pro římského krále (2016) – TV film

## Dokumentární
- Prahou s panem Tau a Arabelou (2018) – TV film
- Čeští trampové v Americe (2018) – TV film
- Druhý život Mistra Jana Husa (2015) – TV seriál
- Zvláštní znamení touha (2015) – TV seriál
- Fenomén Underground (2014) – TV seriál
- Bazilika (2013) – TV film
- Voják Otakar Jaroš (2013) – TV film
- Sbohem Československo (2012) – TV seriál
- Neobyčejné životy (2012) – TV seriál
- Heydrich - konečné řešení (2011) – TV seriál
- Neobyčejné životy (2010) – TV seriál
- Neobyčejné životy (2009) – TV seriál
- Než přijede záchranka (2008) – TV seriál
- Cesta intelektuála k popravišti (2007) – TV film
- Neznámí hrdinové (2008) – TV seriál
- Asanace paměti (2000) – TV film
- Třicet návratů (1999) – TV seriál
- Bigbít (1998) – TV seriál
- GEN - Galerie elity národa (1993) – TV seriál

## Asistent režie
- Samorost (1983)
- Příliš velká šance (1984)
- Co je vám, doktore? (1984)
- Druhý tah pěšcem (1985)
- Pěsti ve tmě (1986)